# 팬더호

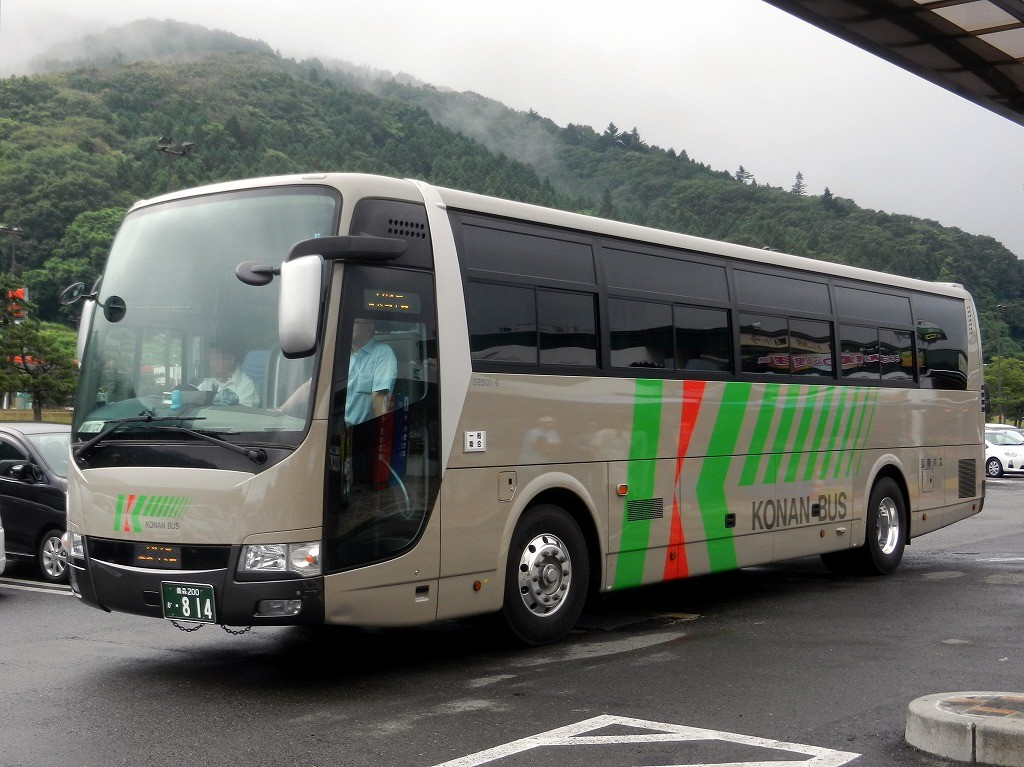
고난 버스에서 운행 중인 팬더호 스카이선 (구, 스카이호)

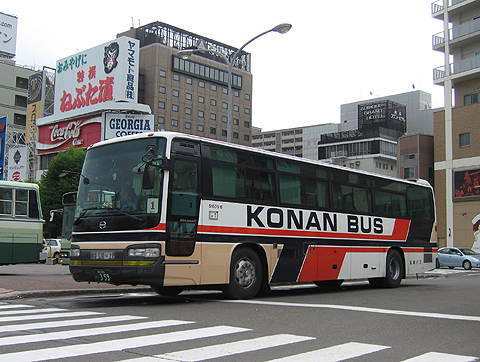
고난 버스에서 운행 중인 팬더호

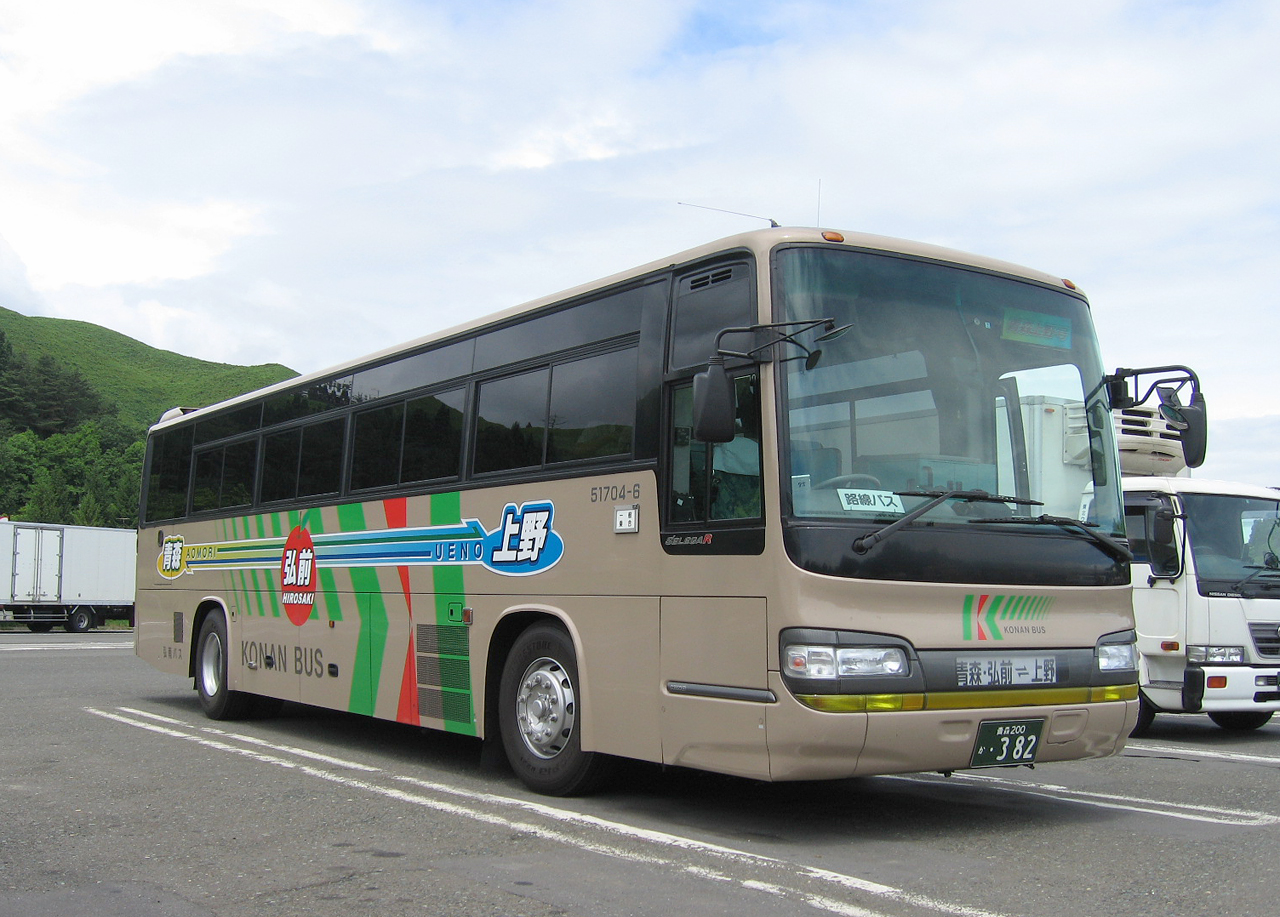
운행 초기 당시 차량

팬더호(일본어: パンダ号 판다고오[*])는 아오모리현 아오모리시, 고쇼가와라시에서 도쿄도 다이토구 사이를 이어주는 고속버스 노선이다. 현재 이 노선은 고난 버스가 운행 한다.
팬더호 스카이선(일본어: パンダ号スカイ線 판다고오 스카이센[*])을 제외한 전 노선이 심야버스로 운행하고 있다. 현재 우에노역에서 아오모리역을 거쳐 아오모리항 페리 터미널까지 운행하는 팬더호 우에노선(일본어: パンダ号上野線 판다고오 우에노센[*]) 노선을 비롯해 바스타 신주쿠에서 도쿄역, 히로사키시를 경유해 고쇼가와라 역까지 운행하는 팬더호 도쿄 신주쿠선(일본어: パンダ号東京新宿線 판다고오 토오쿄오 신주쿠센[*])과 우에노역에서 시치노헤토와다역, 노헤지역, 하치노헤역을 경유해 아오모리역까지 운행하는 팬더호 하치노헤선(일본어: パンダ号八戸線 판다고오 하치노헤센[*]) 고속버스 노선이 있다. 이 중 팬더호 우에노선과 동일 노선으로 다니는 팬더호 스카이선(일본어: パンダ号スカイ線 판다고오 스카이센[*])의 경우 현재 일본의 주간 고속버스 노선 중 최장 거리 노선이다.

## 개요

### 팬더호 스카이선
우에노역에서 아오모리역 구간을 운행하는 주간 노선으로 2005년 3월 1일에 아오모리 우에노선(일본어: 青森上野号 아오모리 우에노고[*])으로 신설했다. 당시 스카이턴호(일본어: スカイターン号 스카이타아고오[*])과 동일하게 저가 왕복 할인 운임을 적용했다. 2006년 9월 스카이턴호(일본어: スカイターン号 스카이타아고오[*]) 운행이 종료되면서 히로사키 버스 터미널 경유로 변경되었다.
2010년 9월 23일에 스카이호(일본어: スカイ号 스카이고오[*])로 명칭이 변경되었다. 2022년 12월 1일에 현재의 명칭으로 변경되었다.

### 팬더호 우에노선
우에노역에서 아오모리역 구간을 운행하는 심야버스 노선으로 운행 개시 후 90일간 평균 승차 인원은 40명이 이 노선을 이용했다. 2005년 12월 1일에 신설되었고 2006년 7월 21일에 아오모리항 페리 터미널까지 연장되었다. 2008년 10월 31일에 아오모리역 ~ 아오모리 페리 터미널 구간이 단축이 되었지만 2009년 2월 1일에 다시 환원이 되었다.

### 팬더호 하치노헤선
운행 당시 명칭은 엔부리호(일본어: えんぶり号 엔부리고오[*])로 아오모리역에서 하치노헤역을 거쳐 바스타 신주쿠까지 운행 했으며 2021년 7월에 현재의 명칭으로 변경되었다.

### 팬더호 도쿄 신주쿠선
당초 전세버스 업체에서 애플호(일본어: アップル号 앗푸루고오[*])로 운행 했으나 2014년 3월 1일에 현재의 명칭으로 개정과 동시에 아오모리 보건소, 아오모리역 정류소에 더 이상 정차하지 않게 되었다.

## 운행 노선

### 팬더호 우에노선, 팬더호 스카이선
| 지역       | 정류소                | 비고 |
| ---------- | --------------------- | ---- |
| 아오모리현 | 아오모리항 페리터미널 |      |
| 아오모리현 | 아오모리역            |      |
| 아오모리현 | 히로사키 버스 터미널  |      |
| 도쿄도     | 우에노역              |      |

### 팬더호 도쿄 신주쿠선
| 지역       | 정류소               | 비고 |
| ---------- | -------------------- | ---- |
| 아오모리현 | 고쇼가와라역         |      |
| 아오모리현 | 히로사키 버스 터미널 |      |
| 도쿄도     | 바스타 신주쿠        |      |
| 도쿄도     | 우에노역             |      |

### 팬더호 하치노헤선
| 지역       | 정류소                      | 비고 |
| ---------- | --------------------------- | ---- |
| 아오모리현 | 아오모리역                  |      |
| 아오모리현 | 히라나이초 체육관           |      |
| 아오모리현 | 노헤지역                    |      |
| 아오모리현 | 시치노헤토와다역            |      |
| 아오모리현 | 도와다시 마치나카 교통 광장 |      |
| 아오모리현 | 기타사토 대학               |      |
| 아오모리현 | 하치노헤역                  |      |
| 아오모리현 | 혼하치노헤역                |      |
| 도쿄도     | 우에노역                    |      |

## 운행 회사
- 고난 버스 (담당처 : 히로사키 영업소[3], 아오모리 영업소[4], 고쇼가와라 영업소[5])

## 운행 차종
- 미쓰비시후소 에어로 버스 (팬더호 도쿄 신주쿠선, 팬더호 하치노헤선, 팬더호 스카이선)
- 히노 세레가 (팬더호 우에노선)